# Glaciar de Talèfre
O glaciar de Talèfre fica no departamento de Ródano-Alpes, em França, e faz parte do maciço do Monte Branco.

## História
Durante a Pequena Idade do Gelo, confluía com o glaciar de Leschaux, formando, com o glaciar do Tacul, o Mar de Gelo.
Hoje encontra-se separado desse complexo glaciar e termina a 2300 m de altitude em baixo do refúgio do Couvercle a 2687 m.
No centro do glaciar encontra-se uma "ilha" conhecida como o Jardim de Talèfre.

## Grupo de Talèfre
Grupo de Talèfre é o nome por que é conhecido o conjunto das montanhas que formam o circo onde se encontra o glaciar de Talèfre.
Em «Zorgloob» o glaciar de Talèfre e a localização da Aiguille Verte, Les Droites, Les Courtes, Aiguille de Triolet, Aiguille de Talèfre, Aiguille de Leschaux, Dent du Géant, Tour Ronde, monte Blanc du Tacul, Aiguille du Midi, Aiguille du Plan, Aiguille du Grépon, e Aiguille de l'M.